# Вороги (фільм, 1977)
«Вороги» — радянський художній фільм 1977 року режисера Родіона Нахапетова, екранізація однойменної п'єси Максима Горького за сценарієм Абрама Роома.

## Сюжет
Екранізація однойменної п'єси Максима Горького. Початок XX століття. Господарі одного з російських заводів Захар Бардін і Михайло Скроботов збираються закрити підприємство, щоб втихомирити робочих, які вимагають звільнити майстра-самодура. Скроботов викликає війська для приборкання невдоволених, що закінчується трагічно для всіх.

## У ролях
- Інокентій Смоктуновський —  Захар Бардін
- Олена Соловей —  Поліна, дружина Захара Бардіна
- Регімантас Адомайтіс —  Яків Бардін
- Марина Нейолова —  Тетяна, дружина Якова Бардіна, актриса
- Олег Єфремов —  Михайло Скроботов, купець, компаньйон Бардіних
- Алла Майкова —  Клеопатра, дружина Михайла Скроботова
- Юозас Будрайтіс —  Микола Скроботов, брат Михайла Скроботова, юрист, товариш прокурора
- Віра Глаголєва —  Надя, племінниця Захара Бардіна
- Микола Гриценко —  Печенєгов, генерал у відставці, дядько Бардіних
- Михайло Голубович —  Синцов, конторник
- Микола Корноухов —  Пологий, конторник
- Борис Сабуров —  Конь, відставний солдат
- Микола Єрофєєв —  ротмістр Бобоєдов
- Микола Трофімов —  Лєвшин, робочий
- Євген Безрукавий —  Греков, робочий
- Михайло Васьков —  Рябцов, робочий
- Віктор Шульгін —  робочий
- Олександра Харитонова —  служниця
- Іван Косих — епізод
- Олександр Вахтеров — епізод
- Юрій Овсянко — епізод
- Євген Леонов-Гладишев — епізод

## Знімальна група
- Режисер — Родіон Нахапетов
- Сценарист — Абрам Роом
- Оператор — Олександр Княжинський
- Композитор — Ісаак Шварц
- Художник — Людмила Кусакова